# 何庆瑜
何庆瑜（1963年3月—），广东汕尾人，暨南大学生命与健康工程研究院院长，教授，主要从事新的功能蛋白质的发现及功能机理方面的研究工作。入选中华人民共和国教育部2007年度"长江学者"特聘教授。